# Mazeyrolles
Cet article possède des paronymes, voir Mazerolles.
Mazeyrolles est une commune française située dans le département de la Dordogne, en région Nouvelle-Aquitaine.

## Géographie

### Communes limitrophes
Mazeyrolles est limitrophe est limitrophe de neuf autres communes dont une dans le département de Lot-et-Garonne. Au nord, Sainte-Foy-de-Belvès est limitrophe sur environ 300 mètres.
| Salles-de-Belvès | Sainte-Foy-de-Belvès                       | Orliac, Prats-du-Périgord |
| Capdrot          | Mazeyrolles                                | Saint-Cernin-de-l'Herm    |
| Soulaures        | Blanquefort-sur-Briolance (Lot-et-Garonne) | Lavaur                    |

### Voies de communication

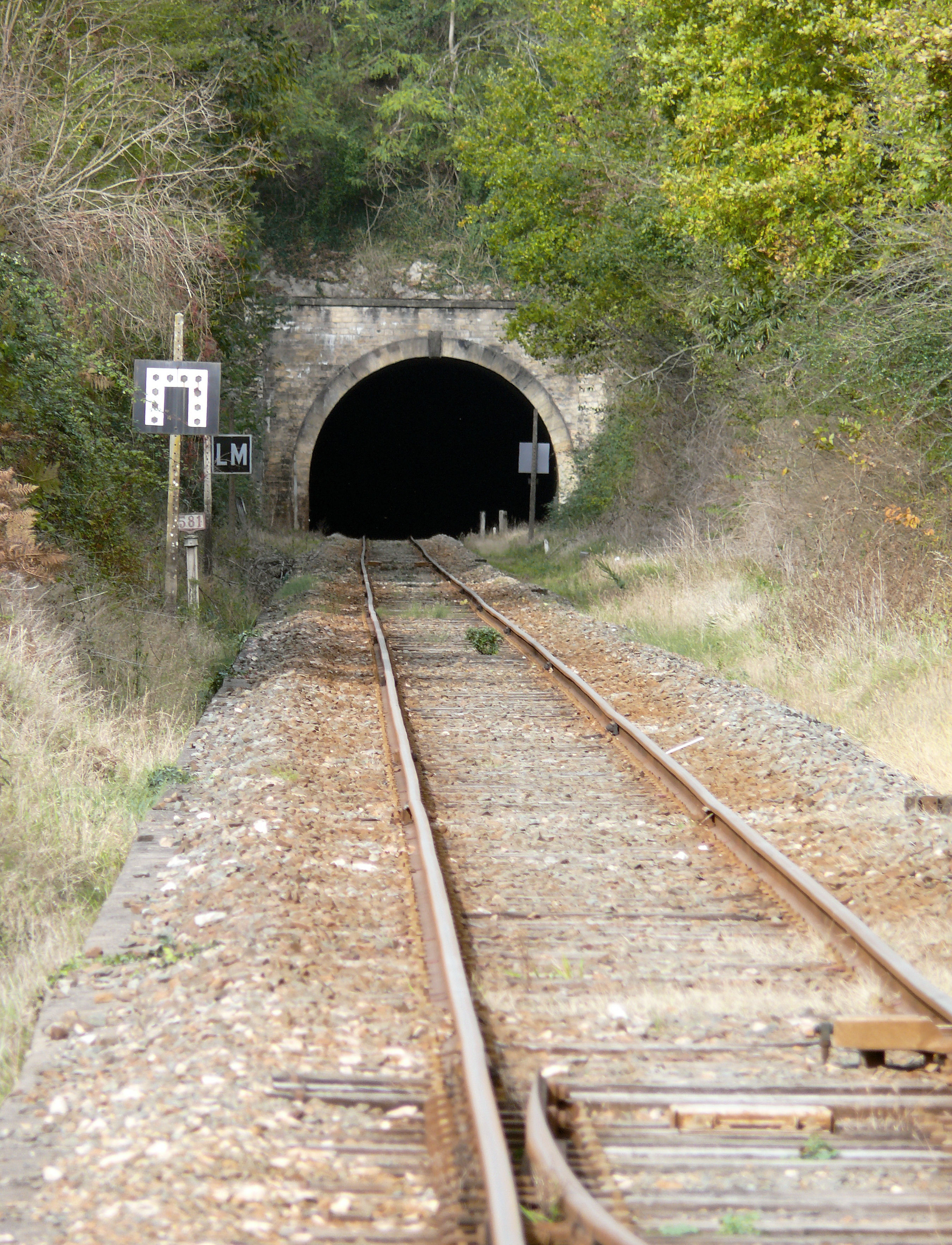
Tunnel ferroviaire de Latrape au Got.

#### Routes
- Route départementale 710, ancienne route nationale 710
- Route départementale 660, ancienne route nationale 660

#### Lignes de chemin de fer
- Ligne de Niversac à Agen avec le tunnel de Latrape long de 1 875 m, construit entre 1857 et 1862. La gare du Got est fermée.

### Géologie et relief

#### Géologie
Situé sur la plaque nord du Bassin aquitain et bordé à son extrémité nord-est par une frange du Massif central, le département de la Dordogne présente une grande diversité géologique. Les terrains sont disposés en profondeur en strates régulières, témoins d'une sédimentation sur cette ancienne plate-forme marine. Le département peut ainsi être découpé sur le plan géologique en quatre gradins différenciés selon leur âge géologique. Mazeyrolles est située dans le quatrième gradin à partir du nord-est, un plateau formé de dépôts siliceux-gréseux et de calcaires lacustres de l'ère tertiaire.
Les couches affleurantes sur le territoire communal sont constituées de formations superficielles du Quaternaire et de roches sédimentaires datant pour certaines du Cénozoïque, et pour d'autres du Mésozoïque. La formation la plus ancienne, notée c4a(Bs), date du Santonien inférieur, composée de marnes à huîtres, calcaires crayeux en plaquettes gris à bryozoaires, puis grès carbonaté et sables jaunes (formation de Boussitran). La formation la plus récente, notée CFvp, fait partie des formations superficielles de type colluvions carbonatées de pente ou de vallon secs indifférenciés. Le descriptif de ces couches est détaillé dans  les feuilles « no 831 - Belvès » et « no 855 - Fumel » de la carte géologique au 1/50 000 de la France métropolitaine, et leurs notices associées,.

Carte géologique de Mazeyrolles.

#### Relief et paysages
Le département de la Dordogne se présente comme un vaste plateau incliné du nord-est (491 m, à la forêt de Vieillecour dans le Nontronnais, à Saint-Pierre-de-Frugie) au sud-ouest (2 m à Lamothe-Montravel). L'altitude du territoire communal varie quant à elle entre 169 m et 308 m,.
Dans le cadre de la Convention européenne du paysage entrée en vigueur en France le 1er juillet 2006, renforcée par la loi du 8 août 2016 pour la reconquête de la biodiversité, de la nature et des paysages, un atlas des paysages de la Dordogne a été élaboré sous maîtrise d’ouvrage de l’État et publié en octobre 2020. Les paysages du département s'organisent en huit unités paysagères et 14 sous-unités. La commune fait partie du Périgord noir, un paysage vallonné et forestier, qui ne s’ouvre que ponctuellement autour de vallées-couloirs et d’une multitude de clairières de toutes tailles. Il s'étend du nord de la Vézère au sud de la Dordogne (en amont de Lalinde) et est riche d’un patrimoine exceptionnel.
La superficie cadastrale de la commune publiée par l'Insee, qui sert de référence dans toutes les statistiques, est de 29,65 km2,,. La superficie géographique, issue de la BD Topo, composante du Référentiel à grande échelle produit par l'IGN, est quant à elle de 30,44 km2.

### Hydrographie

#### Réseau hydrographique
La commune est située pour partie dans le bassin de la Dordogne et pour partie dans   le bassin de la Garonne au sein du Bassin Adour-Garonne. Elle est drainée par la Nauze, la Briolance et la Ménaurie, qui constituent un réseau hydrographique de 9 km de longueur totale,.
La Nauze, d'une longueur totale de 17,59 km, prend sa source dans la commune de Mazeyrolles et se jette dans la Dordogne en rive gauche à Siorac-en-Périgord, face à Coux et Bigaroque-Mouzens,. Elle prend sa source dans le nord-ouest de la commune et l'arrose sur un kilomètre et demi.
La Briolance, d'une longueur totale de 9,59 km, prend sa source en limite des communes de Blanquefort-sur-Briolance et Mazeyrolles et se jette dans la Lémance en rive droite à Saint-Front-sur-Lémance. Elle sert de limite au sud-ouest sur 1,2 km face à Blanquefort-sur-Briolance.
Autre affluent de rive droite de la Lémance, le Ménaurie prend sa source sur la commune, au sud du Got, et l'arrose sur trois kilomètres, dont 1,2 km en deux tronçons, en limite de Saint-Cernin-de-l'Herm.

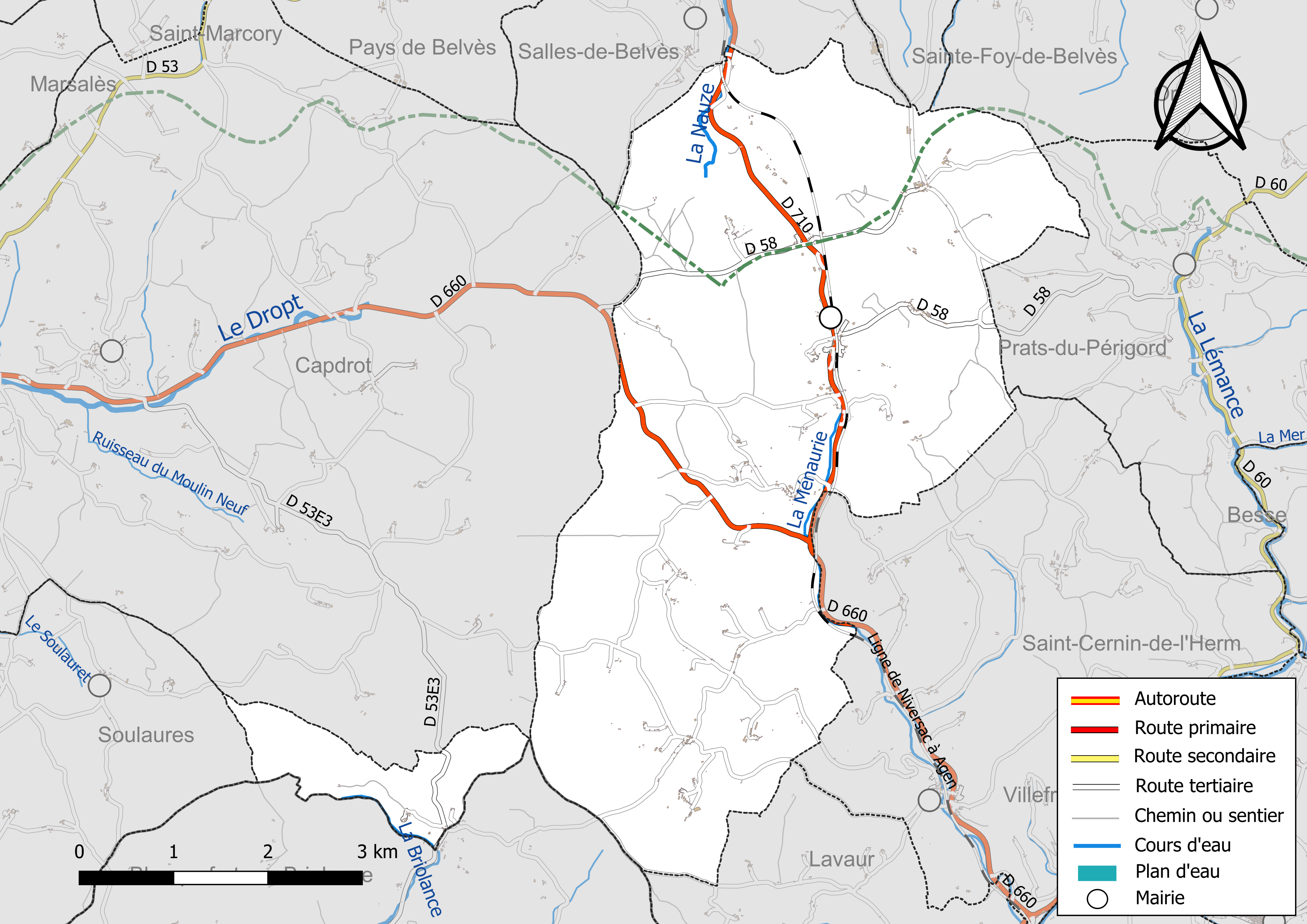
Réseaux hydrographique et routier de Mazeyrolles[Note 3].
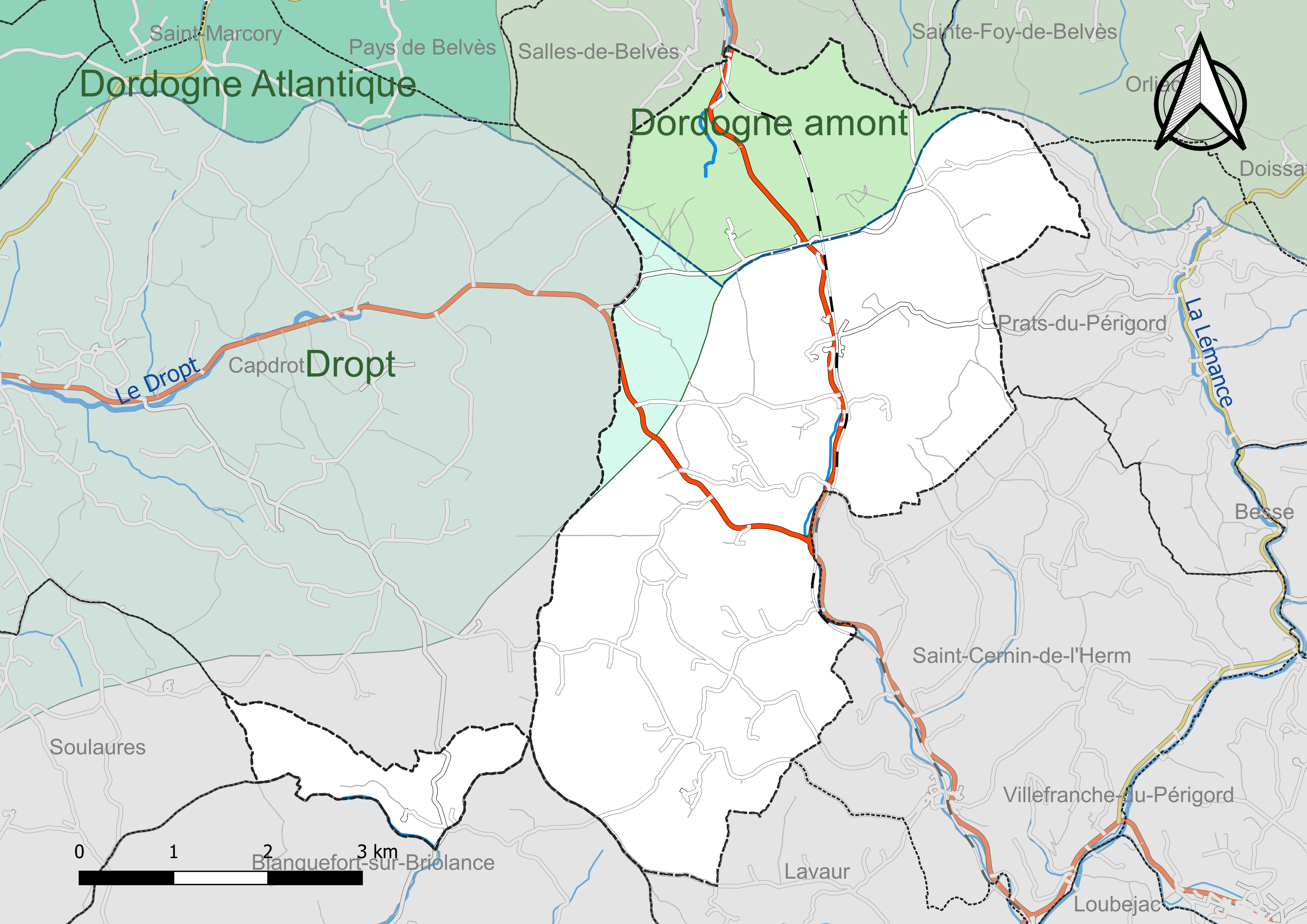
Carte des schémas d'aménagement et de gestion des eaux (SAGE) couvrant le territoire communal de Mazeyrolles.

#### Gestion et qualité des eaux
Le territoire communal est couvert par les schémas d'aménagement et de gestion des eaux (SAGE) « Dordogne amont » et « Dropt ». Le SAGE « Dordogne amont », dont le territoire s'étend des sources de la Dordogne jusqu'à la confluence de la Vézère à Limeuil, d'une superficie de 9 700 km2 est en cours d'élaboration. La structure porteuse de l'élaboration et de la mise en œuvre est l'établissement public territorial de bassin de la Dordogne (EPIDOR). Le SAGE « Dropt », dont le territoire correspond au bassin versant du Dropt, d'une superficie de 1 522 km2, a été approuvé le 13 janvier 2022. La structure porteuse de l'élaboration et de la mise en œuvre est le syndicat mixte EPIDROPT. Ils définissent chacun sur leur territoire les objectifs généraux d’utilisation, de mise en valeur et de protection quantitative et qualitative des ressources en eau superficielle et souterraine, en respect des objectifs de qualité définis dans le troisième SDAGE  du Bassin Adour-Garonne qui couvre la période 2022-2027, approuvé le 10 mars 2022.
En 2022, du nord-est au sud, la majeure partie du territoire communal fait partie du bassin versant de la Lémance et n'est soumise à aucun SAGE. Au nord, environ 15 % correspondent au bassin de la Nauze et dépendent du SAGE Dordogne amont. Au nord-ouest, une zone plus réduite d'environ 5 % fait partie du bassin du Dropt et est rattachée au SAGE Dropt.
La qualité des eaux de baignade et des cours d’eau peut être consultée sur un site dédié géré par les agences de l’eau et l’Agence française pour la biodiversité.

### Climat
Pour des articles plus généraux, voir Climat de la Nouvelle-Aquitaine et Climat de la Dordogne.
Historiquement, la commune est exposée à un climat océanique aquitain.  
En 2020, Météo-France publie une typologie des climats de la France métropolitaine dans laquelle la commune est exposée à un climat océanique altéré et est dans la région climatique  Aquitaine, Gascogne, caractérisée par une pluviométrie abondante au printemps, modérée en automne, un faible ensoleillement au printemps, un été chaud (19,5 °C), des vents faibles, des brouillards fréquents en automne et en hiver et des orages fréquents en été (15 à 20 jours).
Pour la période 1971-2000, la température annuelle moyenne est de 12,6 °C, avec  une amplitude thermique annuelle de 15,1 °C. Le cumul annuel moyen de précipitations est de 946 mm, avec 11,9 jours de précipitations en janvier et 6,8 jours en juillet. Pour la période 1991-2020, la température moyenne annuelle observée sur la station météorologique la plus proche, située sur la commune de Pays de Belvès à 10 km à vol d'oiseau, est de 13,0 °C et le cumul annuel moyen de précipitations est de 888,2 mm,. Pour l'avenir, les paramètres climatiques de la commune estimés pour 2050 selon différents scénarios d’émission de gaz à effet de serre sont consultables sur un site dédié publié par Météo-France en novembre 2022.

## Urbanisme

### Typologie
Au 1er janvier 2024, Mazeyrolles est catégorisée commune rurale à habitat très dispersé, selon la nouvelle grille communale de densité à 7 niveaux définie par l'Insee en 2022.
Elle est située hors unité urbaine et hors attraction des villes,.

### Occupation des sols
L'occupation des sols de la commune, telle qu'elle ressort de la base de données européenne d’occupation biophysique des sols Corine Land Cover (CLC), est marquée par l'importance des forêts et milieux semi-naturels (76 % en 2018), une proportion sensiblement équivalente à celle de 1990 (75,9 %). La répartition détaillée en 2018 est la suivante : 
forêts (76 %), zones agricoles hétérogènes (23,1 %), terres arables (0,9 %). L'évolution de l’occupation des sols de la commune et de ses infrastructures peut être observée sur les différentes représentations cartographiques du territoire : la carte de Cassini (XVIIIe siècle), la carte d'état-major (1820-1866) et les cartes ou photos aériennes de l'IGN pour la période actuelle (1950 à aujourd'hui).

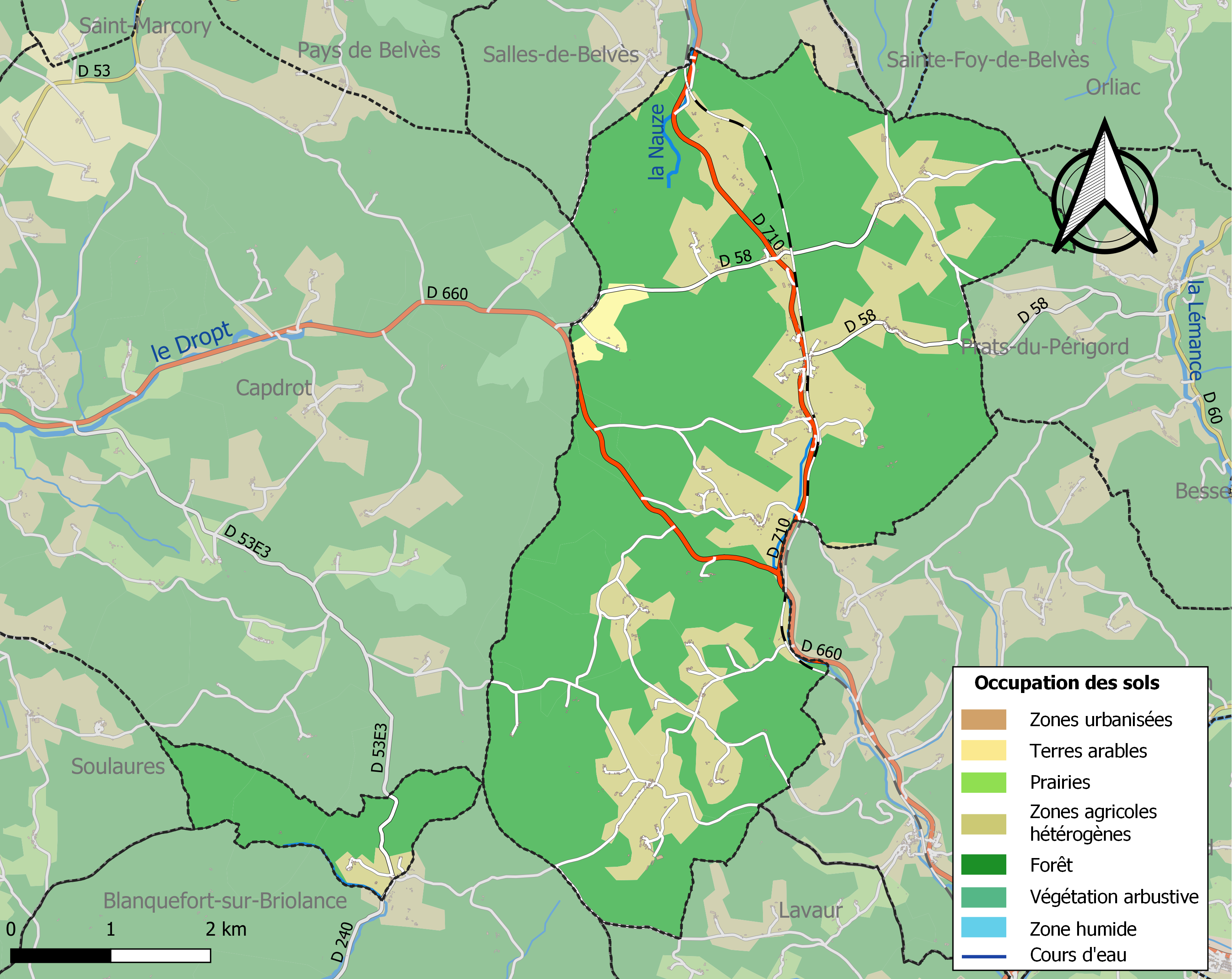
Carte des infrastructures et de l'occupation des sols de la commune en 2018 (CLC).

### Villages et lieux-dits
| - Aigueparse - Cabirat - La Croix d'Empéoute - Fontenilles | - Guillaumet - Le Got, lieu d'implantation de la mairie - Latrape | - Mazeyrolles - Péchouyoux - Pécontal | - Le Peyret - La Roque Haute - Soulier |

### Prévention des risques
Le territoire de la commune de Mazeyrolles est vulnérable à différents aléas naturels : météorologiques (tempête, orage, neige, grand froid, canicule ou sécheresse), feux de forêts, mouvements de terrains et séisme (sismicité très faible). Un site publié par le BRGM permet d'évaluer simplement et rapidement les risques d'un bien localisé soit par son adresse soit par le numéro de sa parcelle.
Mazeyrolles est exposée au risque de feu de forêt. L’arrêté préfectoral du 14 mars 2013 fixe les conditions de pratique des incinérations et de brûlage dans un objectif de réduire le risque de départs d’incendie. À ce titre, des périodes sont déterminées : interdiction totale du 15 février au 15 mai et du 15 juin au 15 octobre, utilisation réglementée du 16 mai au 14 juin et du 16 octobre au 14 février. En septembre 2020, un plan inter-départemental de protection des forêts contre les incendies (PidPFCI) a été adopté pour la période 2019-2029,.

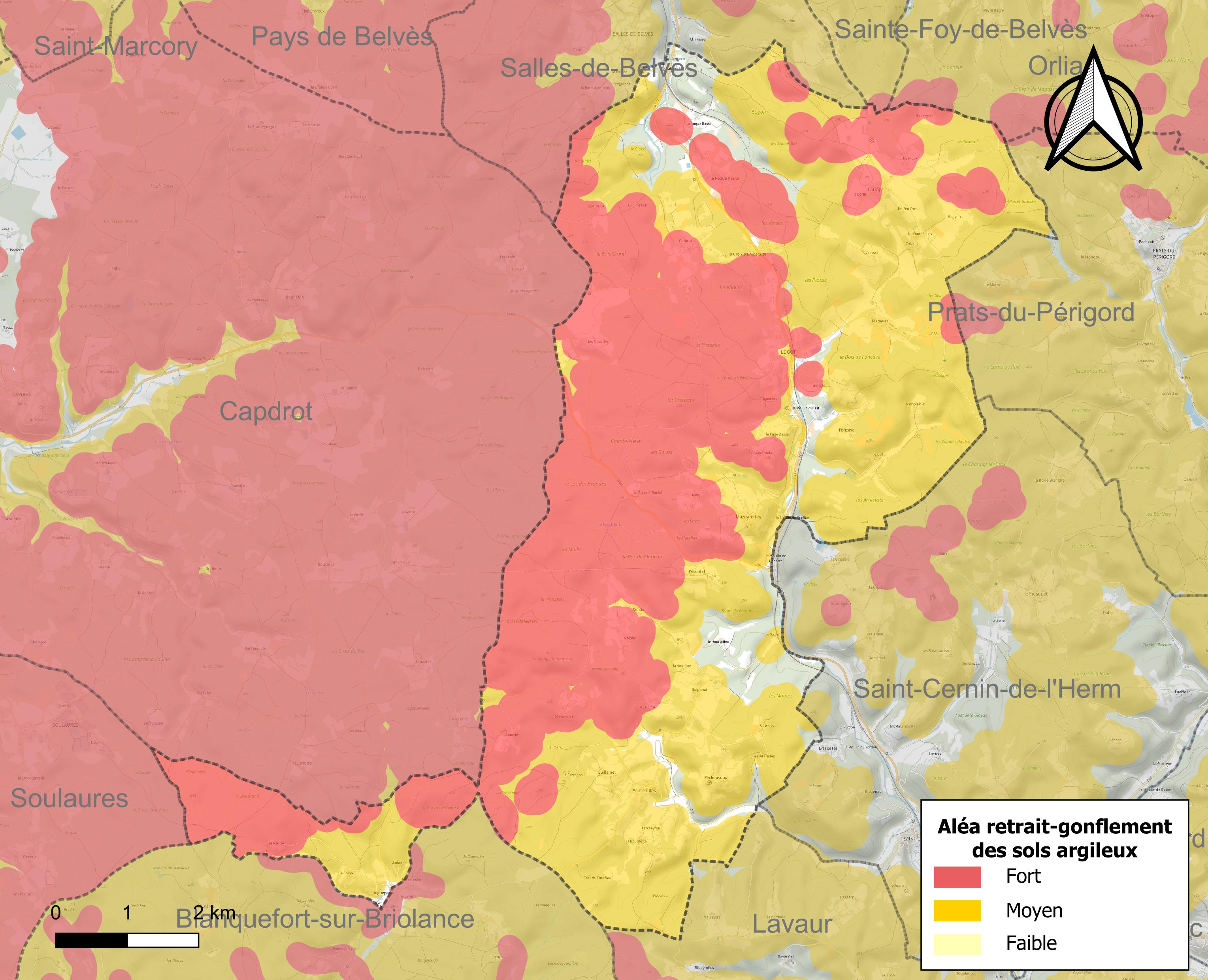
Carte des zones d'aléa retrait-gonflement des sols argileux de Mazeyrolles.

Les mouvements de terrains susceptibles de se produire sur la commune sont des tassements différentiels. Le retrait-gonflement des sols argileux est susceptible d'engendrer des dommages importants aux bâtiments en cas d’alternance de périodes de sécheresse et de pluie. 92,9 % de la superficie communale est en aléa moyen ou fort (58,6 % au niveau départemental et 48,5 % au niveau national métropolitain). Depuis le 1er octobre 2020, en application de la loi ÉLAN, différentes contraintes s'imposent aux vendeurs, maîtres d'ouvrages ou constructeurs de biens situés dans une zone classée en aléa moyen ou fort,.
La commune a été reconnue en état de catastrophe naturelle au titre des dommages causés par les inondations et coulées de boue survenues en 1982, 1999 et 2008, par la sécheresse en 2011 et par des mouvements de terrain en 1999.

## Toponymie
En occitan, la commune porte le nom de Maseiròlas.

## Histoire

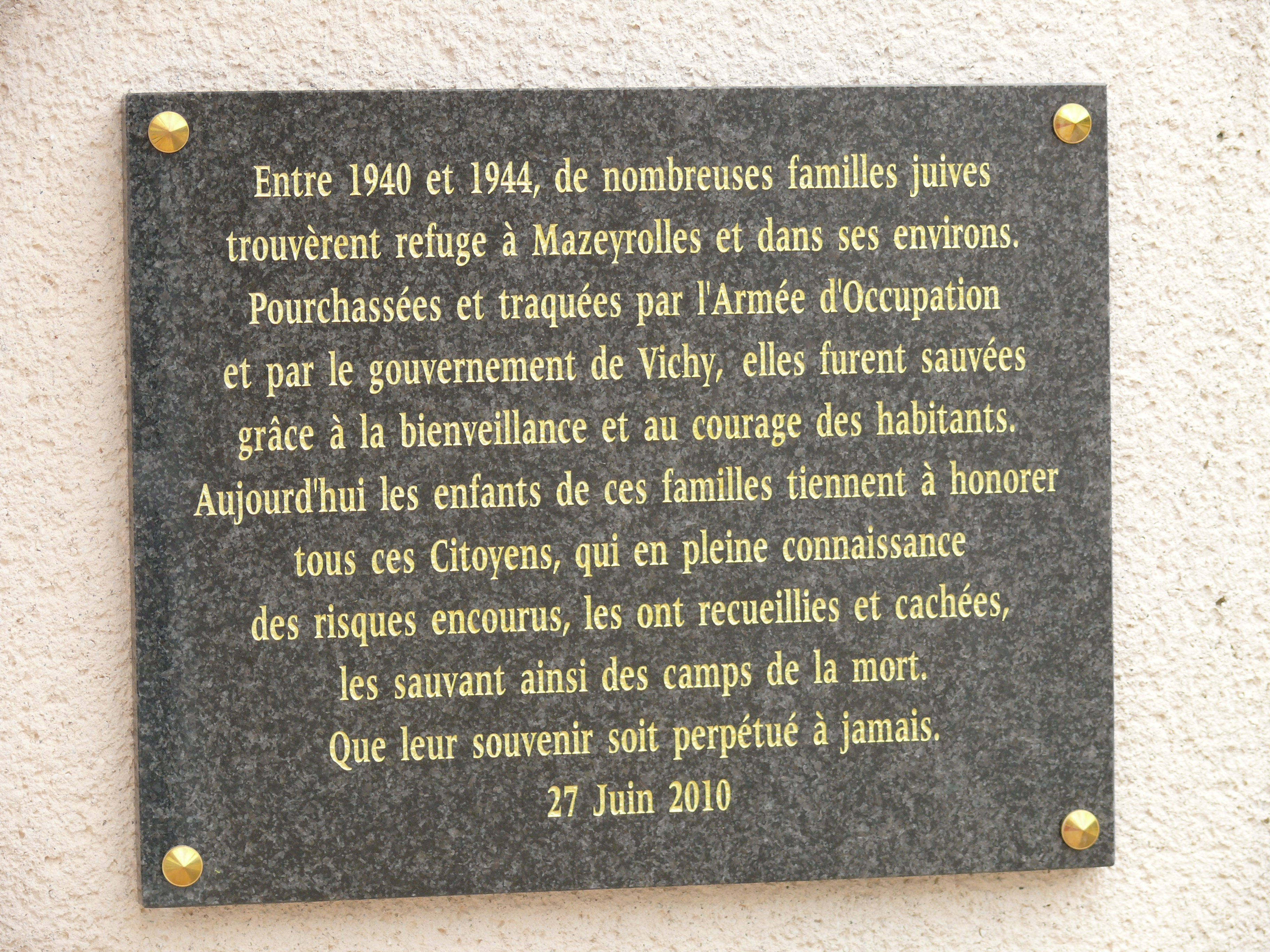
Plaque commémorative
posée à la mairie

Les premiers hommes apparaissent en Europe il y 1,2 million d'années. Leur occupation permanente de l'Europe ne commence qu'il y a environ 500 000 ans. On trouve les traces de ces premières implantations correspondant à l'Acheuléen sur le site de « La Plane » situé sur le territoire de la commune de Mazeyrolles, situé sur la ligne d'interfluve entre les bassins de la Dordogne et du Lot. Ce site a été fouillé dès 1976 et a permis de donner une stratigraphie. Il a aussi donné un outillage moustérien attribué à l'homme de Néandertal. Les fouilles ont aussi donné un outillage aurignacien datant de 36 000 ans à 28 000 ans et du gravettien. Il a été pubié par Alain Turq, en 1988.
Pendant la Seconde Guerre mondiale, le village a accueilli des réfugiés juifs.
En 1960, l'ancienne commune de La Trappe fusionne avec Mazeyrolles.
En 1961, l'ancienne commune de Fontenilles-d'Aigueparse, créée en 1827 par la fusion des communes d'Aigueparse et de Fontenilles, fusionne avec Mazeyrolles.

## Politique et administration

### Administration municipale
La population de la commune étant comprise entre 100 et 499 habitants au recensement de 2017, onze conseillers municipaux ont été élus en 2020,.

### Liste des maires
| Période                                  | Période      | Identité      | Étiquette | Qualité             |
| ---------------------------------------- | ------------ | ------------- | --------- | ------------------- |
| Les données manquantes sont à compléter. |              |               |           |                     |
|                                          |              |               |           |                     |
| mars 1995                                | juillet 2020 | José Maury    | SE        | Exploitant agricole |
| juillet 2020                             | avril 2021   | Patrick Maury |           |                     |
| avril 2021                               | En cours     | Régis Loez    |           |                     |

## Équipements et services publics

### Justice
Dans le domaine judiciaire, Mazeyrolles relève : 
- du tribunal de proximité de Sarlat-la-Canéda ;
- du tribunal judiciaire, du tribunal pour enfants, du conseil de prud'hommes et du tribunal de commerce de Bergerac ;
- du pôle Nationalité du tribunal judiciaire de Périgueux (compétent uniquement dans le domaine de la nationalité) ;
- de la cour d'appel et de la  cour administrative d'appel de Bordeaux.

## Population et société

### Démographie
L'évolution du nombre d'habitants est connue à travers les recensements de la population effectués dans la commune depuis 1793. Pour les communes de moins de 10 000 habitants, une enquête de recensement portant sur toute la population est réalisée tous les cinq ans, les populations de référence des années intermédiaires étant quant à elles estimées par interpolation ou extrapolation. Pour la commune, le premier recensement exhaustif entrant dans le cadre du nouveau dispositif a été réalisé en 2007.

En 2022, la commune comptait 305 habitants, en évolution de −3,48 % par rapport à 2016 (Dordogne : +0,37 %, France hors Mayotte : +2,11 %).
| 1793 | 1800 | 1806 | 1821 | 1831 | 1836 | 1841 | 1846 | 1851 |
| ---- | ---- | ---- | ---- | ---- | ---- | ---- | ---- | ---- |
| 428  | 300  | 443  | 487  | 505  | 525  | 560  | 548  | 587  |

| 1856 | 1861 | 1866 | 1872 | 1876 | 1881 | 1886 | 1891 | 1896 |
| ---- | ---- | ---- | ---- | ---- | ---- | ---- | ---- | ---- |
| 578  | 591  | 572  | 533  | 536  | 545  | 511  | 512  | 508  |

| 1901 | 1906 | 1911 | 1921 | 1926 | 1931 | 1936 | 1946 | 1954 |
| ---- | ---- | ---- | ---- | ---- | ---- | ---- | ---- | ---- |
| 504  | 507  | 417  | 350  | 362  | 339  | 310  | 351  | 330  |

| 1962 | 1968 | 1975 | 1982 | 1990 | 1999 | 2006 | 2007 | 2012 |
| ---- | ---- | ---- | ---- | ---- | ---- | ---- | ---- | ---- |
| 443  | 442  | 389  | 378  | 380  | 343  | 357  | 359  | 342  |

| 2017 | 2022 | - | - | - | - | - | - | - |
| ---- | ---- | - | - | - | - | - | - | - |
| 305  | 305  | - | - | - | - | - | - | - |

#### Remarque
Malgré la fusion en 1960 et 1961 des communes de La Trappe et de Fontenilles-d'Aigueparse avec Mazeyrolles, la commune ne compte que 113 habitants de plus au recensement de 1962 par rapport à celui de 1954.

## Économie

### Emploi
En 2015, parmi la population communale comprise entre 15 et 64 ans, les actifs représentent 124 personnes, soit 37,8 % de la population municipale. Le nombre de chômeurs (dix-sept) est resté stable par rapport à 2010 et le taux de chômage de cette population active s'établit à 13,9 %.

### Établissements
Au 31 décembre 2015, la commune compte quarante-trois établissements, dont dix-sept dans l'agriculture, la sylviculture ou la pêche, quinze au niveau des commerces, transports ou services, six dans l'industrie, trois relatifs au secteur administratif, à l'enseignement, à la santé ou à l'action sociale, et deux dans la construction.

## Culture locale et patrimoine

### Lieux et monuments
- Église Notre-Dame-de-la-Nativité d'Aigueparse, romane, classée monument historique en 1940[54],[55]. La cloche a été fondue en 1877, à Saint-Émilion, par Antonin Vauthier.

Les églises de Mazeyrolles font partie de la paroisse Notre-Dame de Capelou qui doit son nom au pèlerinage de Capelou, le plus ancien du Périgord.

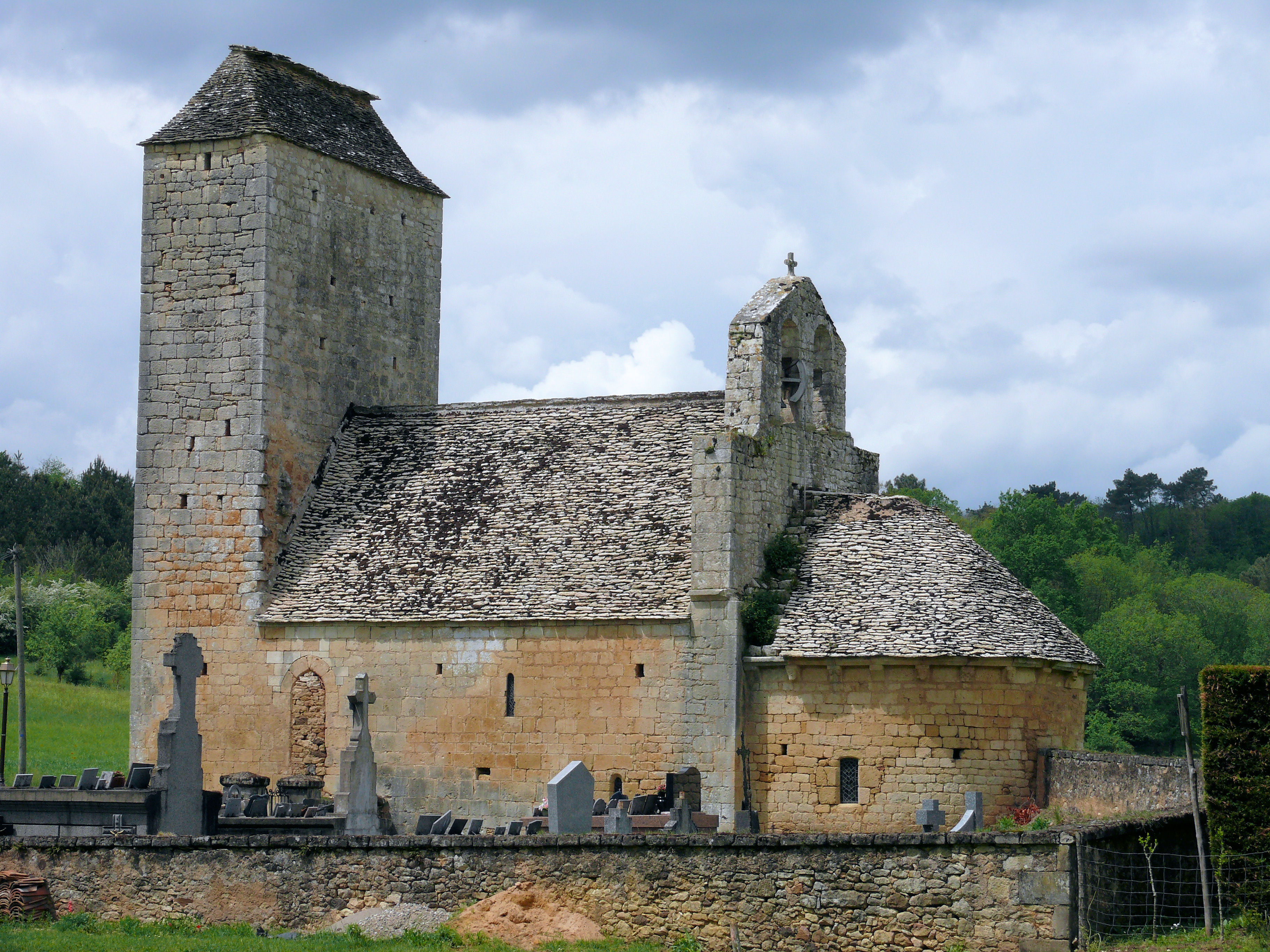
Église Notre-Dame- de-la-Nativité.
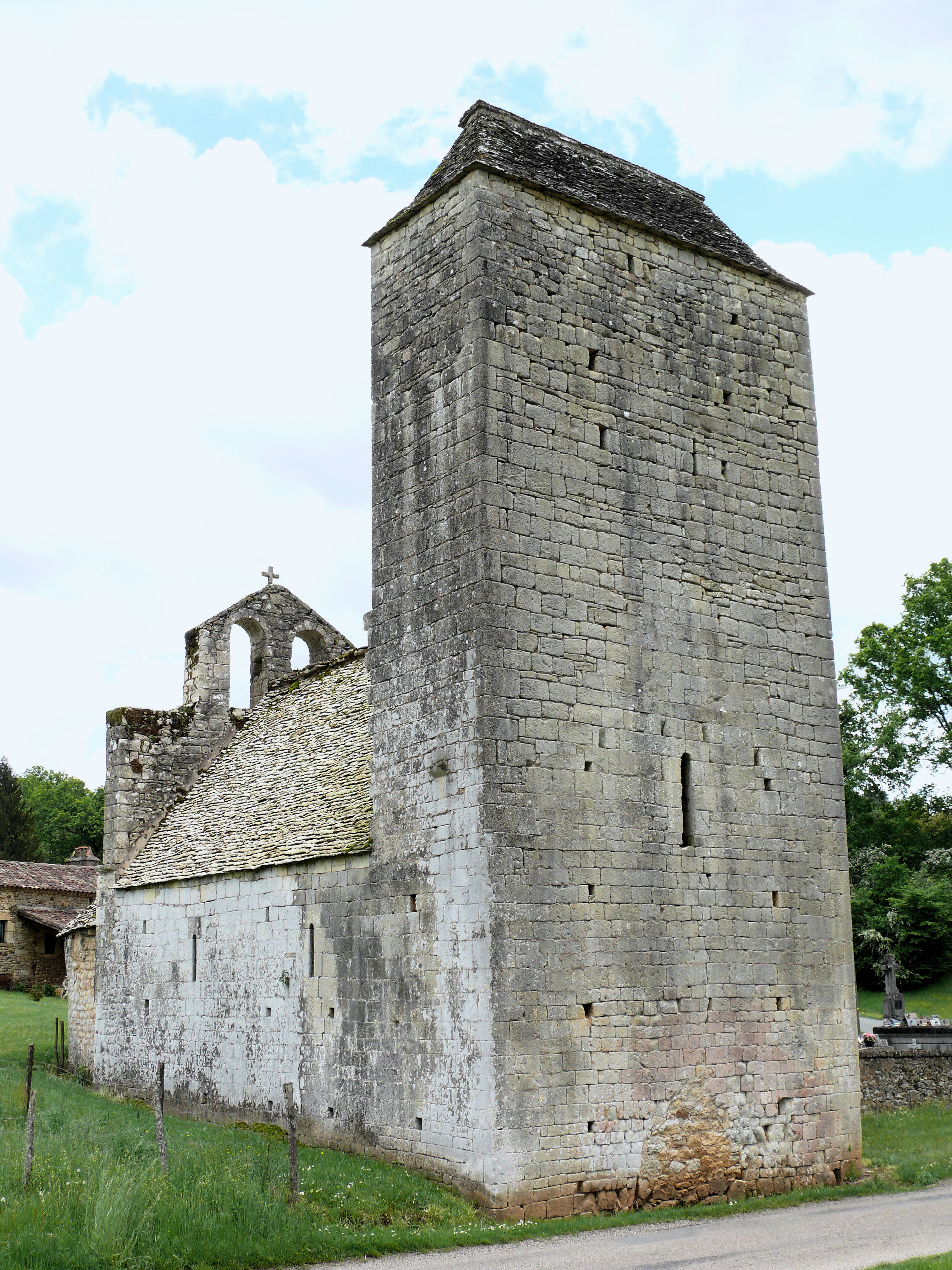
Église Notre-Dame- de-la-Nativité.
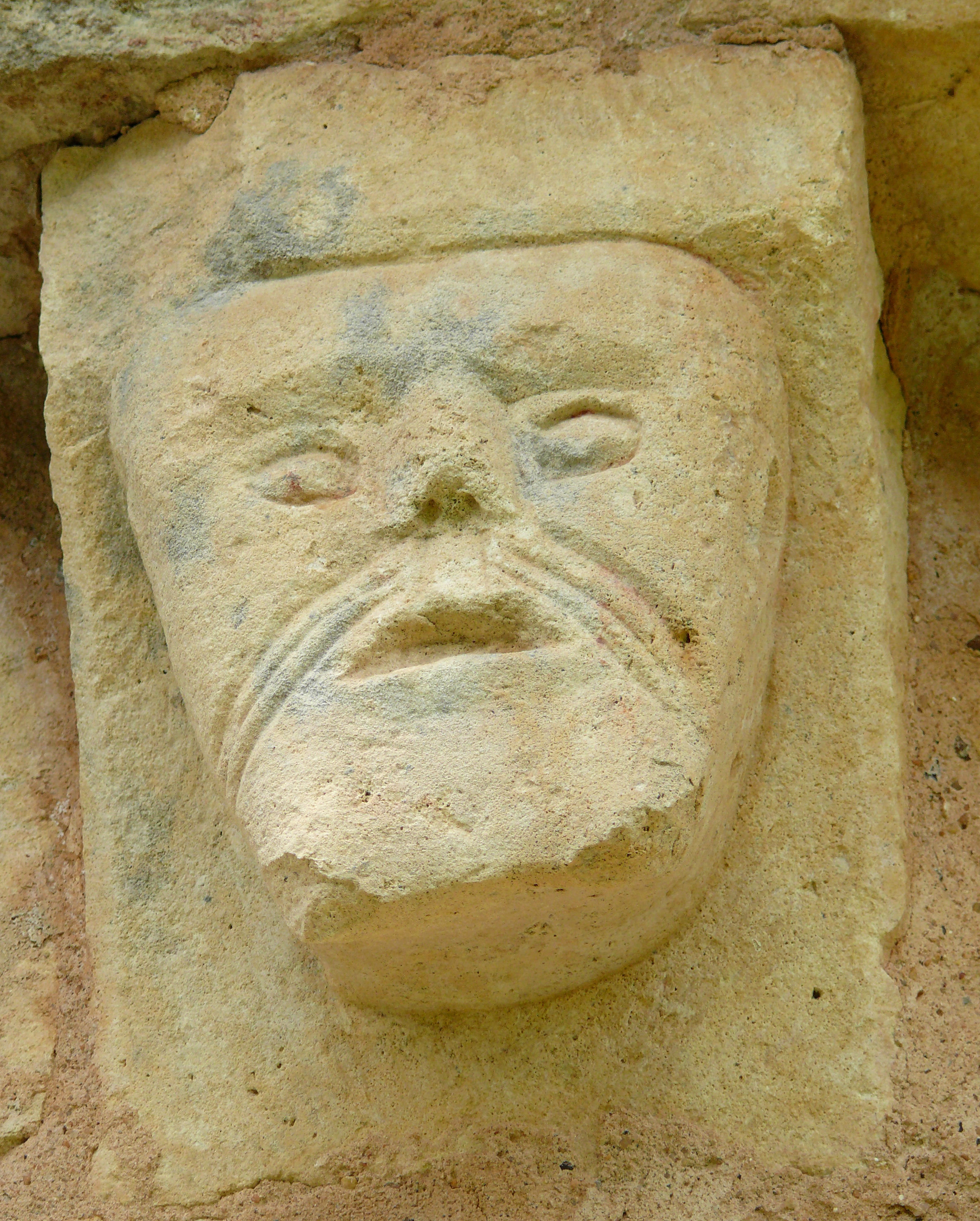
Église Notre-Dame-de-la-Nativité : modillon du chevet.

- Église Saint-Clair de Fontenilles[56]

L'église romane a été endommagée au cours de la guerre de Cent Ans. Elle a été partiellement détruite en 1593 pour fortifier le petit manoir situé en face et qui était une commanderie des Hospitaliers de Saint-Jean. Elle est restaurée en 1671, puis de nouveau aux XIXe et XXe siècles.
- Église Saint-Jean-Baptiste de Mazeyrolles[57].
- Église Saint-Jacques de La Trappe[58] : l'église est citée dès 1153. Elle dépend alors de l'abbaye de Sarlat. Elle est attaquée pendant les guerres de Religion par le capitaine protestant Geoffroy de Vivans.
- Ancienne commanderie des Hospitaliers à Fontenilles, à côté de l'église. Il en subsiste une tour construite pendant les guerres de religion[59].
- Manoir d'Aigueparse[60].
- Moulin du Greffier[61].

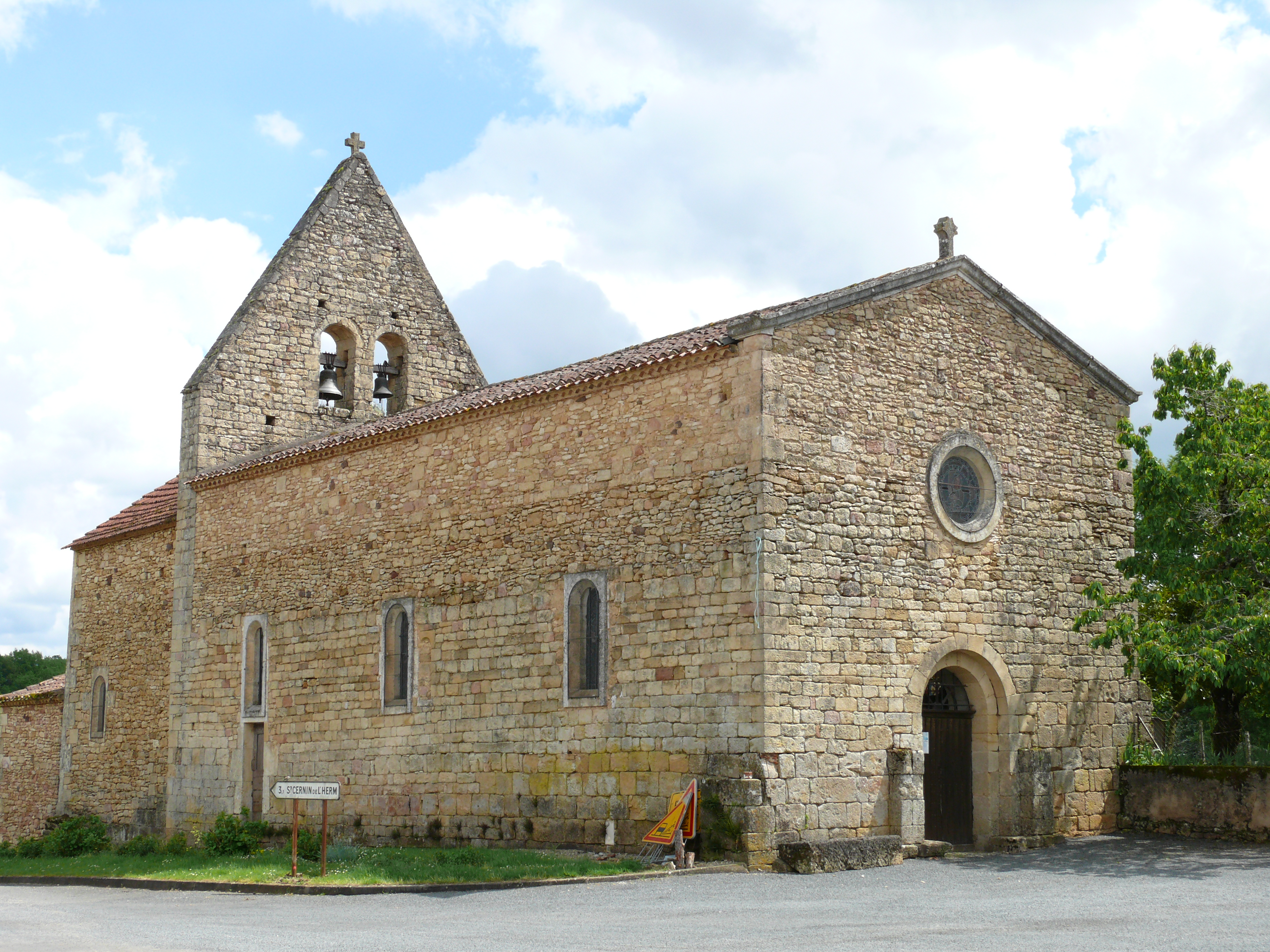
Église Saint-Clair de Fontenilles.
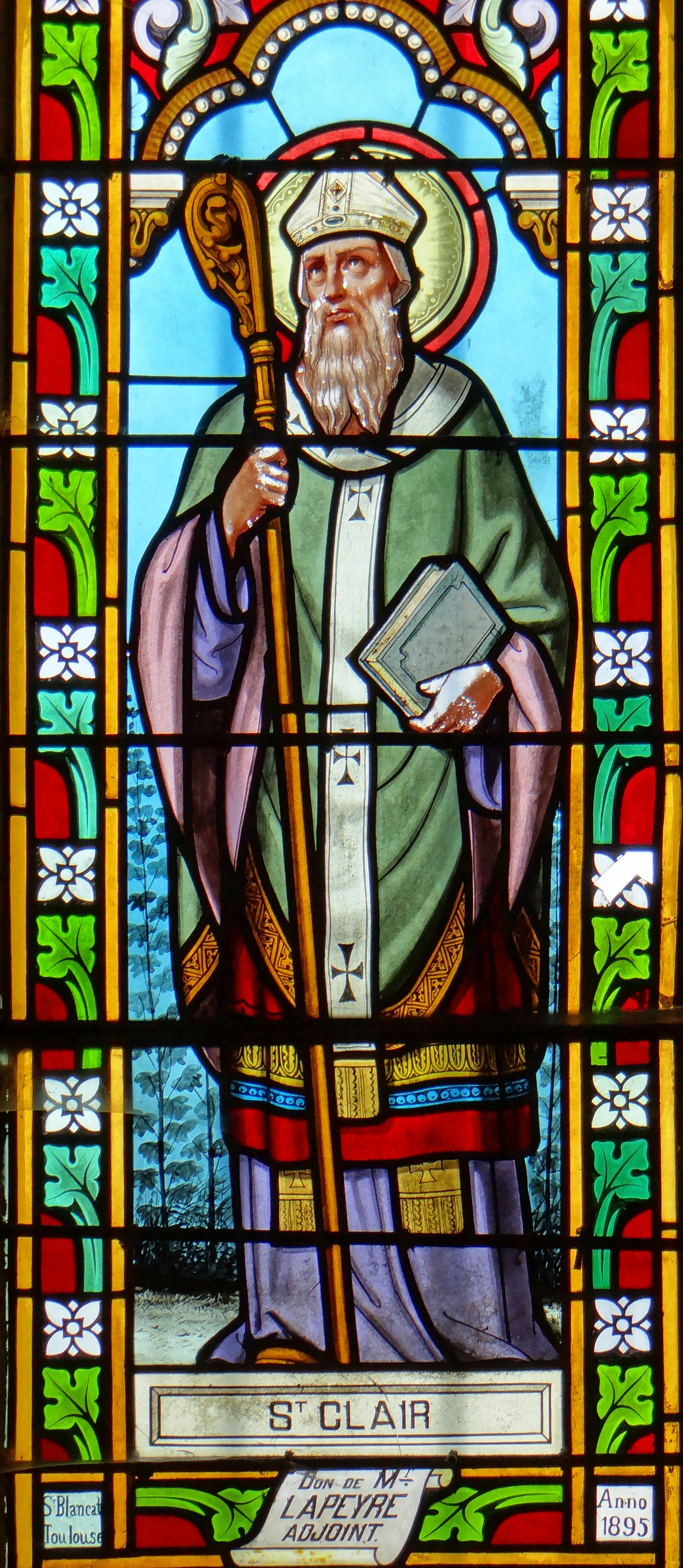
Église Saint-Clair : vitrail de saint Clair par le peintre-verrier Louis Saint-Blancat (1842-1930)
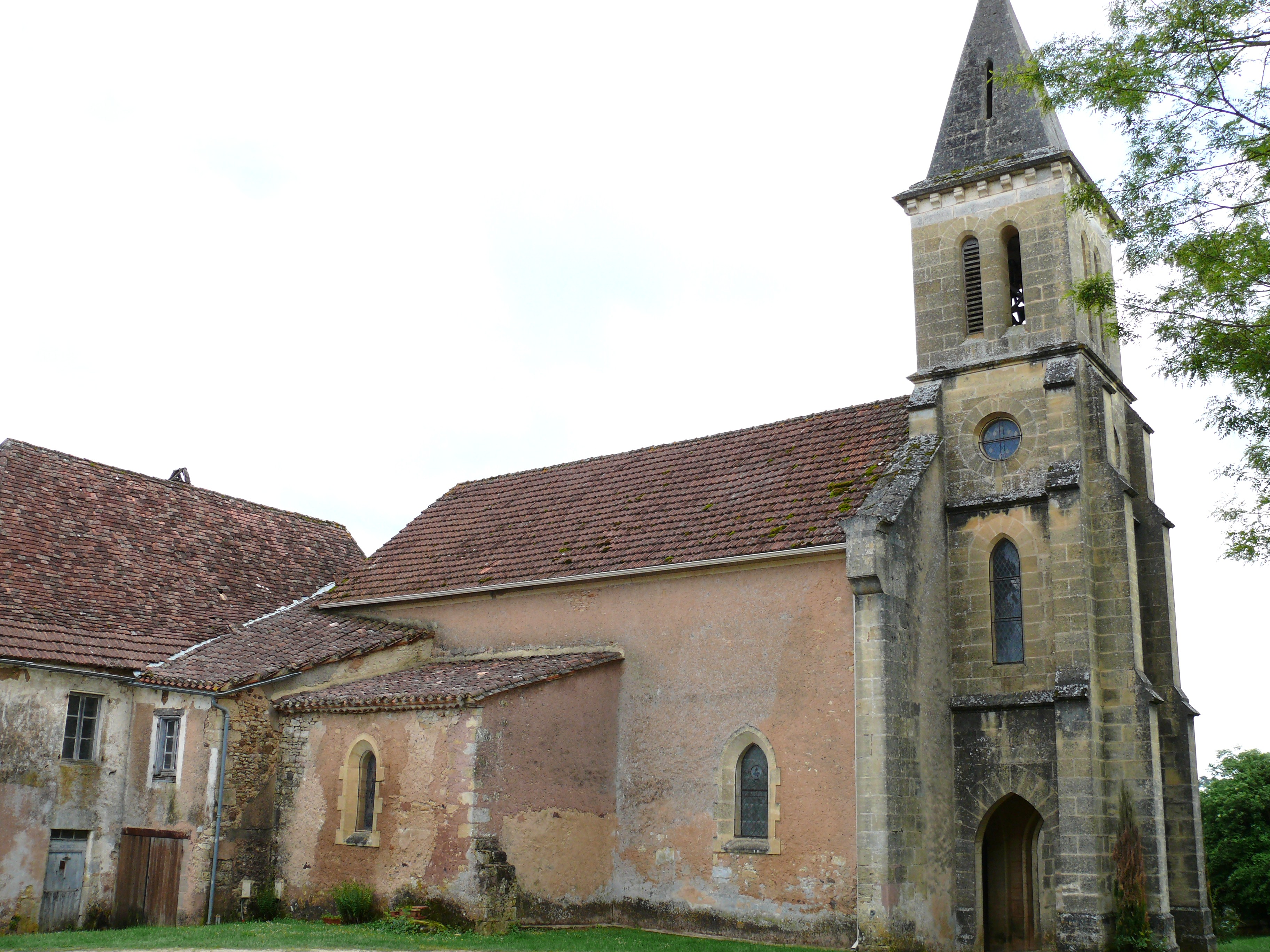
Église Saint-Jean-Baptiste de Mazeyrolles.
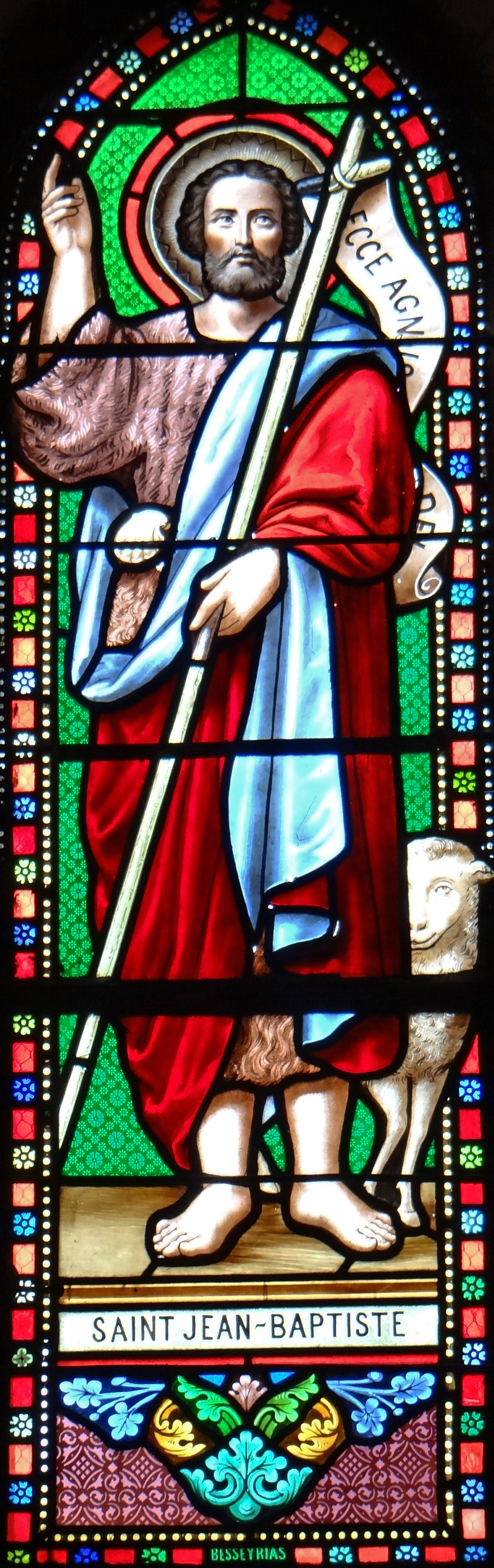
Église Saint-Jean-Baptiste de Mazeyrolles : vitrail de saint Jean-Baptiste du peintre-verrier Jean Besseyrias (1846-1942).
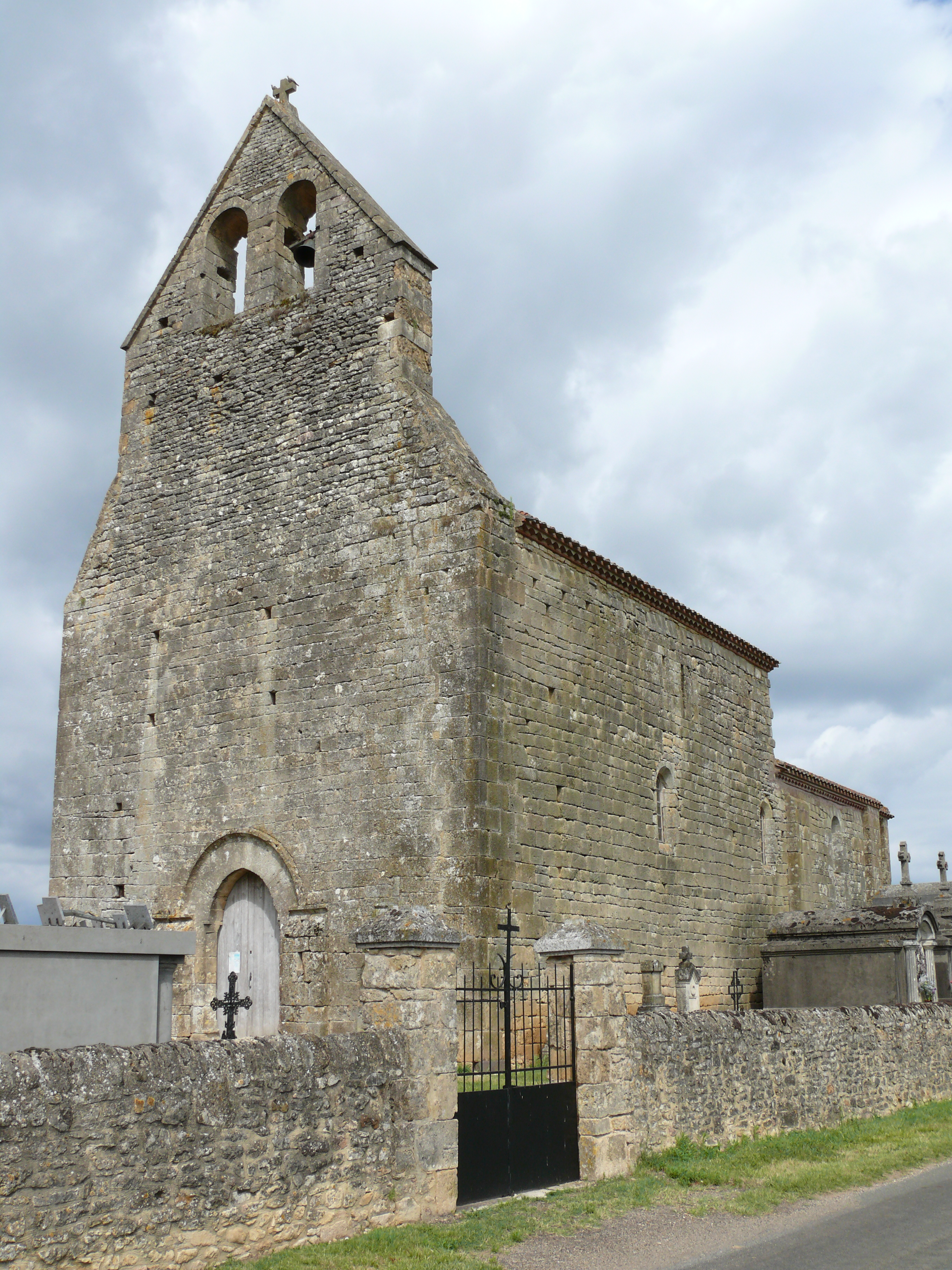
Église Saint-Jacques de La Trappe.
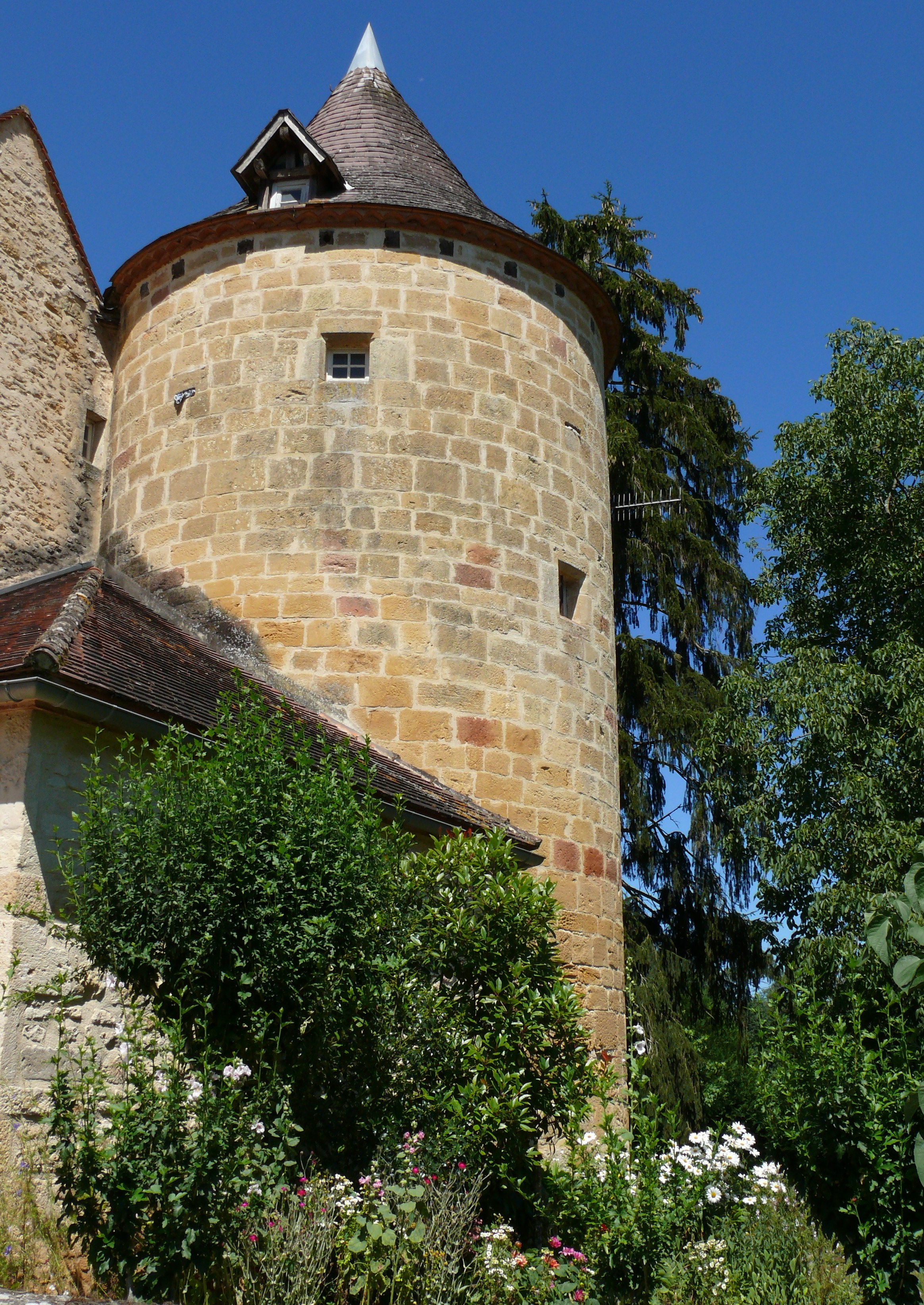
Tour de l'ancienne commanderie des Hospitaliers à Fontenilles.

## Pour approfondir